# نچرکارع
نچرکارع به گمانی یکی از فرعون‌های مصر باستان در دوره نخست میانی بوده‌است. وجود او تنها در فهرست پادشاهان ابیدوس آورده شده‌است و در آن او جانشین مرنرع دوم و پس از شهبانو نیتوکریس معرفی شده. احتمال دارد که نام نیتوکریس از متن این فهرست برداشته شده باشد چرا که نه نام شهبانو سوبک‌نفرو و نه شهبانو حتشپسوت در این فهرست قرار ندارند. برخی پژوهشگران نچرکارع را نخستین فرعون دودمان هفتم مصر یا دودمان هشتم مصر می‌دانند. با وجود اینکه او مرد بود، نچرکارع سپتاح به احتمال زیاد همان فرد حاکم زن «نیتوکریس» است که هرودوت و مانثون به آن اشاره کردند.
باور دیگری که امروزه هواداران بیشتری دارد این است که کسی با نام نیتوکریس هرگز وجود نداشته و نام او در هیروگلیف به صورت نیتکرتی، دگرگون شدۀ نام نچرکارع است.